# Dipodillus somalicus
Dipodillus somalicus és una espècie de mamífer rosegador de la família dels múrids. Viu a Djibouti i Somàlia. Els seus hàbitats naturals són els deserts, les zones de sòl nu, les planes gravenques i els herbassars amb vegetació molt dispersa. Es desconeix si hi ha cap amenaça significativa per a la supervivència d'aquesta espècie. El seu nom específic, somalicus, significa ‘somali’ en llatí.